# Casa Modernista (rua Santa Cruz)
A Casa Modernista da rua Santa Cruz tem sua localização no bairro da Vila Mariana, zona sul da cidade de São Paulo. O projeto foi feito pelo arquiteto ucraniano Gregori Warchavchik (1896 - 1972), sendo projetado em 1927 e construída em 1928. A casa é considerada a primeira residência modernista do Brasil, tida como exemplar de uma nova postura no âmbito da arquitetura no primeiro manifesto, "Acerca da Arquitetura Moderna", escrito pelo próprio Gregori Warchavchik. A casa foi projetada como uma residência para o arquiteto e gerou forte impacto nos formadores de opinião e críticos, muito disso por conta de não possuir excesso de ornamentos, algo recorrente no período em que foi construída. Foi assim um marco da transição do estilo clássico para o inovador.
A casa foi considerada como patrimônio cultural e histórico (tombada) em 1984 pelo Condephaat ( Conselho de Defesa do Patrimônio Histórico, Artístico, Arqueológico e Turístico do Estado de São Paulo ), seguido pelo Iphan (Instituto do Patrimônio Histórico e Artístico Nacional) e posteriormente foi também tombada pelo Conpresp (Conselho Municipal de Preservação do Patrimônio Histórico, Cultural e Ambiental da Cidade de São Paulo) devido à sua importância histórica, artística, arquitetônica e cultural.
No período de sua construção, São Paulo passava por grandes processos de industrialização e urbanização da cidade, que com a ajuda da burguesia influenciada pela Belle Époque parisiense e a intensificação dos movimentos de imigração para o Brasil, foram criados bairros inteiramente novos e diferentes dos já existentes anteriormente em São Paulo.

## Histórico

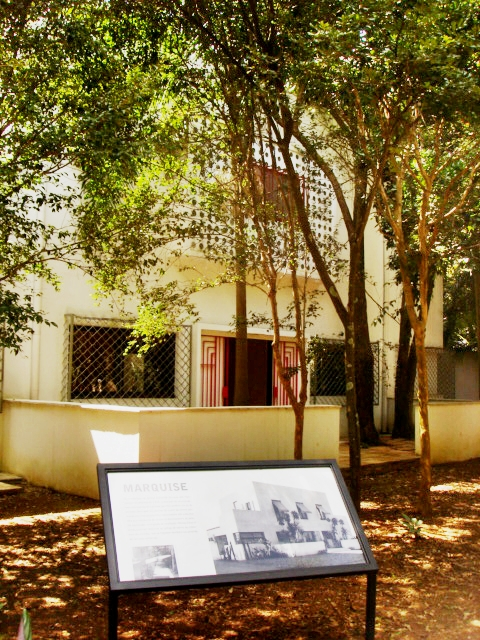
Fachada da casa modernista, em 2009

No ano de 1927, em função de seu casamento com Mina Klabin, a filha mais velha de um importante empresário, Gregori começou a construir para si, na rua Santa Cruz, bairro de Vila Mariana, em São Paulo, aquela que seria considerada a primeira casa modernista do país. Concluída em 1928, o projeto, a construção, a decoração, os interiores, os móveis e as peças de iluminação, são de total autoria do arquiteto. Sua esposa, além de contribuir financeiramente com a obra, também colaborou com o projeto paisagístico para o jardim - eventualmente também considerado o projeto pioneiro paisagístico moderno do país que usou de espécies tropicais, embora para tal afirmação também se encontre divergências.
Gregori Warchavchik nasceu em Odessa, em 1896 e faleceu em São Paulo, em 1972. Casado com Mina Klabin, filha de um grande industrial da elite paulistana, o arquiteto projetou a Casa Modernista para residir com sua família. A fachada é livre e pilares são projetados internamente. A frontaria posterior à janela em fita favoreceu uma relação desimpedida com a paisagem. O exterior frontal segue um eixo de simetria que não é rebatida em planta nas dependências internas. A casa, que parecia ter uma geometria própria para a racionalização da construção, era na realidade, toda construída seguindo técnicas tradicionais.
Muitos foram os obstáculos para tal empreendimento, desde a aprovação da fachada pela prefeitura até a disponibilidade do material desejado e o emprego da mão-de-obra necessária. Para conseguir a aprovação dos “censores de fachadas” da Prefeitura de São Paulo, Warchavchik teve que apresentar um projeto ligeiramente camuflado com ornatos. Mas, ao começar a construção, alegou falta de recursos para tais acabamentos e assim a casa ficou conforme ele queria - livre de rebuscamento, estuques e cornijas.
A beleza da fachada terá que resultar da racionalidade do plano da disposição interior, como a forma da máquina é determinada pelo mecanismo que é a sua alma. Manifesto número um da “Moderna Arquitetura Brasileira”.
Com esse projeto, surge uma das polêmicas mais importantes do movimento modernista, provocado pelo arquiteto Dácio de Morais, que o criticava em artigos do Correio Paulistano. Também no Correio, em 1928, Warchavchik responde às críticas com o artigo “Arquitetura Nova”, no qual encontra-se o seguinte trecho:

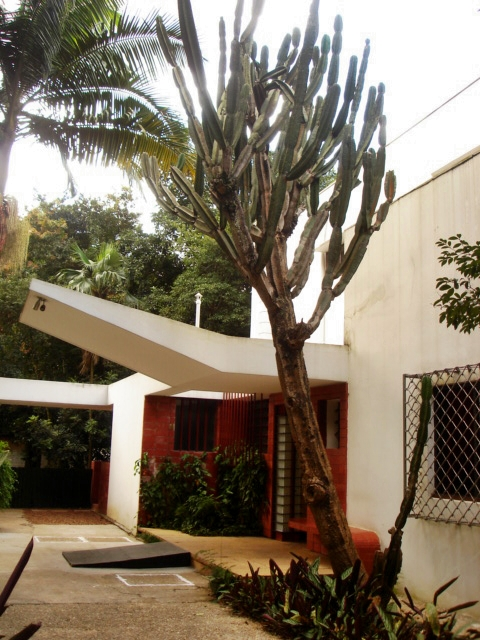
Marquise da casa modernista, incluída na reforma de 1934.

Não querendo copiar o que na Europa está se fazendo, inspirado pelo encanto das paisagens brasileiras, tentei criar um caráter de arquitetura que se adaptasse a esta região, ao clima e também às antigas tradições desta terra. Ao lado de linhas retas, nítidas, verticais e horizontais, que constituem, em forma de cubos e planos, o principal elemento da arquitetura moderna, fiz uso das tão decorativas e características telhas coloniais e creio que consegui idear uma casa muito brasileira, pela sua perfeita adaptação ao ambiente. O jardim, de caráter tropical, em redor da casa, contém toda a riqueza das plantas típicas brasileiras.
Em suma, seu projeto para a casa teve como principais objetivos a racionalidade, o conforto, a utilidade, uma boa ventilação e iluminação – ideais preconizados por Le Corbusier. Inspirado nas paisagens brasileiras, criou uma arquitetura que se adaptou à região, ao clima e às tradições do Brasil. O uso das telhas coloniais ao lado das linhas retas – principais elementos da arquitetura modernista – e a composição da arquitetura com o jardim de flora nativa de caráter tropical, projetado por sua esposa, deram à residência um aspecto muito brasileiro.
Alguns dos participantes da Semana de Arte Moderna de 1922 (o evento mais emblemático do movimento moderno, ocorrido em fevereiro de 22), como Oswald de Andrade, Anísio Teixeira, Mário de Andrade, Osvaldo da Costa e Mário de Andrade, opinaram sobre o sucesso de Warchavchik, ao conseguir uma essência nacional na casa sem comprometer o objetivo de romper com os elementos tradicionais da Arquitetura, porque, como visto, a casa fugia dos padrões existentes naquela época.
Em 1983, surge uma construtora com o projeto de instaurar no local um condomínio residencial, rejeitado de imediato pela população vigente, que cria a “Associação Pró – Parque Modernista”, que se mobiliza pela proteção da casa e de seu jardim.
Em 1984, o Condephaat (Conselho de Defesa do Patrimônio Histórico, Artístico, Arqueológico e Turístico do Estado de São Paulo) derruba o projeto. Com isso o empreendimento se impossibilita e os proprietários ingressam na justiça contra o Estado. Durante o processo judicial, o imóvel permanece negligenciado, sem que o proprietário fosse obrigado a corresponder pela manutenção, o que resultou em um processo voraz de abandono e descuido.
Em 1994, é concedida a sentença na qual o Estado é submetido a indenizar o proprietário e a mercar o imóvel - situação que não reverteu o procedimento de deterioração, devido ao déficit de política de ocupação e conservação do imóvel, sendo este objeto de diversas depravações no local.
Somente nos anos 2000 são realizadas propostas e obras para o restabelecimento do imóvel, compartilhada em uma primeira etapa entre 2000 e 2002 e a segunda entre 2004 e 2007.

## Restauração

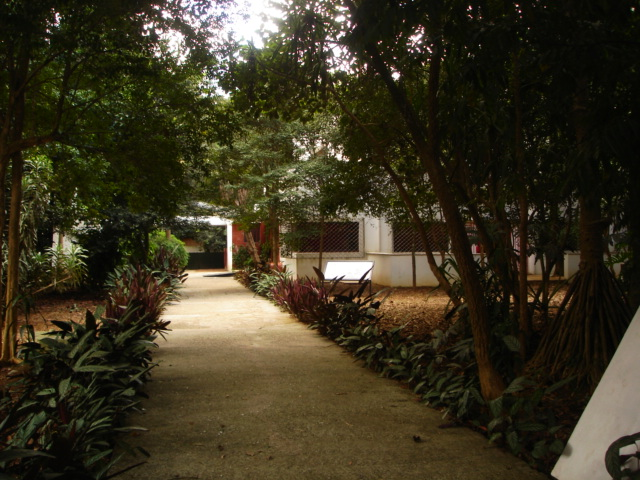
Casa modernista, com jardim de Mina Klabin Warchavchik, em 2009

A Casa, que faz parte do Museu da Cidade, passou por algumas reformas durante seu tempo de vida. Ao todo, foram cinco (5) anos em reformas e acabamentos, voltados principalmente para a casa central.  
Atualmente, o DPH estuda mais uma reforma. Sua ideia é basicamente estruturar o acesso aos jardins de acordo com as necessidades para cadeirantes e demais deficientes físicos, restaurar partes danificadas da edificação, incluindo os móveis, além de adequar os cômodos para que futuramente ela sirva de museu.
Luís Magnani, arquiteto responsável pelo projeto de restauração, lembra que antes de se tornar um parque, o jardim funcionava como quintal de uma casa residencial, por esse motivo, o acesso não era algo importante na casa. O acesso ao parque é dado por um caminho de pedras, e possui escadas entre os andares. As pedras, como é de natureza, sofreram erosão e se danificaram ao longo do tempo; para cobrir isso, o arquiteto explica que terá que nivelar os diferentes tamanhos em que elas se encontram. As escadas originais serão mantidas e, para maior comodidade, serão adicionadas rampas nas áreas ao redor.   
Por ser um grande símbolo da arquitetura brasileira, a Casa Modernista terá todo o seu processo de restauração documentado e fotografado. Futuramente, esse material estará exposto para os visitantes.

## Reforma de 1935

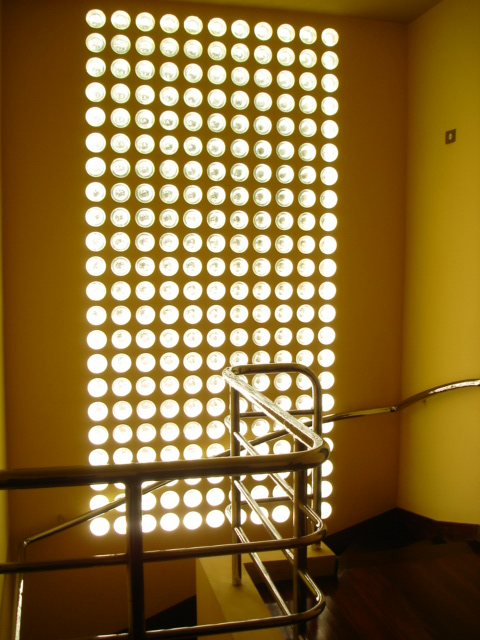
Interior da casa, os blocos de vidro foram colocados na reforma de 1934.

Os caixilhos originais em ferro foram substituídos por madeira e o caixilho com basculantes na escada foi substituído por blocos de vidro cilíndricos.
Durante a Segunda Guerra Mundial ocorreu uma reforma na garagem e no jardim, no qual estes passaram por uma ampliação. Mina Klabin projeta um bosque de eucaliptos junto ao muro de divisa frontal, para que a família se preservasse do hospital que estava em construção em frente à casa de judeus e japoneses que estavam em lados contrários na guerra. Neste período, a garagem foi ampliada para receber uma oficina de gasogênio. Em 1935, o arquiteto resolveu reformar a residência para aprimorar o conforto da família, que havia crescido, e da alteração da lógica da composição e da circulação do terreno. Ocorre, então, a mudança da entrada frontal para a lateral e integra-se uma marquise. O mesmo se dá com o portão de acesso ao terreno, que é deslocado para a esquerda, onde se encontra até hoje. A cozinha, a sala de estar, o quarto principal e o banheiro passaram por uma extensão que avançou sobre a varanda e no piso superior foi criada uma sacada em substituição ao telhado colonial existente. Nos próximos anos, apenas algumas pequenas alterações foram feitas conforme as necessidades da família.
No quarto das crianças havia um desenho na parede, o qual após a infância, os filhos do arquiteto enjoaram do desenho e passaram uma tinta por cima. No entanto, hoje após a restauração a parede está sendo raspada para expô-lo novamente.

## Arquitetura
A fachada frontal desempenha a um eixo de simetria, em primeiro lugar. Em segundo lugar, a casa que aparenta ter uma geometria própria, é na realidade construída toda seguindo técnicas tradicionais. A mureta construída na parte mais alta das paredes externas da construção esconde um telhado em quatro águas de telha colonial, dando a impressão de se tratar de uma cobertura em laje. 
No ano de 1935, a casa foi reformada, pois o arquiteto procurou adequá-la para a família que crescia. O principal acesso passa a se realizar pela lateral da casa, onde foi acrescentada uma fachada; a cozinha é ampliada e a varando lateral é cortada, dando lugar a uma ampliação da sala de estar que ainda ganha um novo volume sinuoso. A laje dá lugar a um novo terraço que cerca o quarto da esposa. Além disso, o piso superior é modificado, e é adicionado neste, por exemplo, sanitário que serve o quarto do marido e um closet, entre o quarto da esposa e do filho, e para finalizar, um quarto de costura.

## Atualidade
Atualmente a Casa pertencente à Prefeitura de São Paulo e integra o projeto Museu da Cidade. Foi tombada em 1984  pelo Conselho de Defesa do Patrimônio Histórico, Arqueológico, Artístico e Turístico do Estado e reconhecida como Patrimônio Histórico pelo IPHAN, tornando-se um parque. O tombamento se deu por intermédio de moradores da região que queriam impedir a implantação de um loteamento residencial, proposto por uma construtora, para o local. Os moradores fundaram a Associação Pró-Parque da Casa Modernista e obtiveram, por mobilização própria, a preservação e o tombamento da casa e do parque no seu entorno.
Durante décadas, a casa da Rua Santa Cruz recebeu inúmeros projetos de restauro, sem que nada ocorresse de efetivo. Durante muito tempo esteve em péssimo estado de conservação. No final da década de 1990, um grupo de arquitetos fundadores da Escola da Cidade propôs implantar no parque-jardim, de aproximadamente 13.000m² , uma escola de arquitetura; porém, foi impedido pela Secretaria da Cultura e pela Associação Pró-Parque Modernista, receosas de que a intervenção prejudicasse o parque.

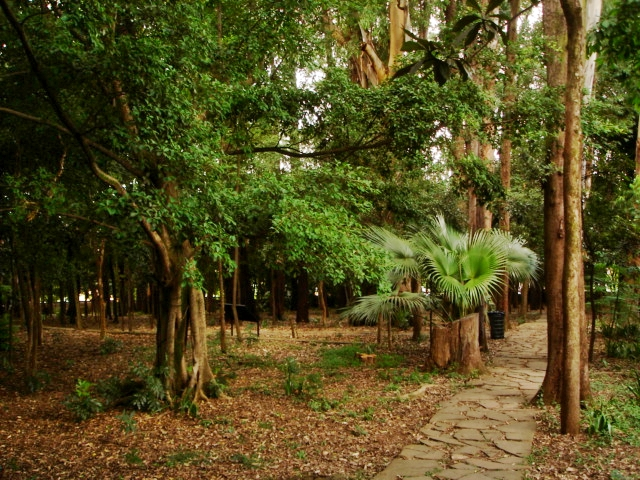
Jardim da casa modernista, projetado pela paisagista Mina Klabin Warchavchik

Mais recentemente, representantes brasileiros de uma associação mundial que visa a preservação do patrimônio arquitetônico moderno, reuniram-se com o objetivo de solucionar os problemas da Casa de Warchavchik. O parque foi utilizado durante algum tempo por um grupo de bandeirantes para a manutenção e o cuidado.
Nos anos 2000 são realizadas obras para a restauração do imóvel, com a primeira etapa de 2000 a 2002 e segunda entre 2004 e 2007. Estas reformas restauraram a casa principal, mas o orçamento foi insuficiente para a recuperação da edícula e do parque.
Em março de 2008, o governo do Estado transferiu para a Prefeitura a responsabilidade pelo uso e manutenção da Casa Modernista. Como permissionária do imóvel, realiza trabalhos emergenciais e a reabre o parque e a casa em agosto do mesmo ano. No entanto, o conjunto precisa de completa recuperação ainda em andamento no final de 2008.
Atualmente é uma das onze casas do Museu da Cidade de São Paulo. Funciona para visitas de terça a domingo, das 9h às 17h.